# ギャリー・マクシェフリー
ギャリー・マクシェフリー （Gary McSheffrey, 1982年8月13日 - ）はイングランド・コヴェントリー出身の元サッカー選手、サッカー指導者。現役時代のポジションはFW、MF。
1999年2月27日、アストン・ヴィラ戦にて、16歳と198日という当時のFAプレミアリーグ最年少デビューを果たす。
2006年の夏、バーミンガム・シティに400万ポンドで移籍する。当初は主力として起用されたものの次第に出場機会は減っていった。
2010年6月、コヴェントリー・シティFCへ4年振りに復帰。

## 所属クラブ
- コヴェントリー・シティFC 1998-2006

→ IKブラゲ 2001 (レンタル)
→ ストックポート・カウンティFC 2001-2002 (レンタル)
→ ルートン・タウンFC 2003-2004 (レンタル)
- バーミンガム・シティFC 2006-2010

→ ノッティンガム・フォレストFC 2009.3-2009.6 (レンタル)
→ リーズ・ユナイテッドAFC 2010.1-2010.6 (レンタル)
- コヴェントリー・シティFC 2010-2013
- チェスターフィールドFC 2013-2014
- スカンソープ・ユナイテッドFC 2014-2016

→ ドンカスター・ローヴァーズFC 2016 (レンタル)
- ドンカスター・ローヴァーズFC 2016-2017
- イーストリーFC 2017
- グリムズビー・タウンFC 2018
- フリックリー・アスレティックFC 2018
- ロシントン・メインFC 2020

## 指導歴
- ドンカスター・ローヴァーズFC 2021-